# Eduardo Barrichello
Eduardo Alcide "Dudu" Barrichello (São Paulo, 23 de setembro de 2001) é um automobilista brasileiro que atualmente compete na Stock Car Pro Series pela equipe Full Time Sports, e que irá competir no Campeonato Mundial de Endurance da FIA pela equipe Racing Spirit of Leman. É filho de Rubens Barrichello e primo de Felipe Giaffone.

## Biografia
Eduardo Alcide Barrichello nasceu em São Paulo em 21 de setembro de 2001. Seu pai é Rubens Barrichello, ex-piloto de Fórmula 1, sua mãe é Silvana Giaffone Alcide, prima dos pilotos Affonso, Nicolas e Felipe Giaffone. Dudu, como é carinhosamente chamado, também possui um irmão mais novo que pilota profissionalmente, Fernando "Fefo" Barrichello, e ainda tem mais parentes por parte de pai que são pilotos, seu tio Christian Bartz e seu primo Felipe Barrichello Bartz. Os pais de Dudu se divorciaram em 2019.
Dudu e sua família foram morar em Orlando, Flórida, quando ele ainda era adolescente, para avançar em sua carreira de piloto e também para fugir da violência urbana no Brasil. Posteriormente, Dudu se mudou para a Europa, para competir na Fórmula Regional Europeia. Nessa época, ele mantinha relacionamento com a estudante Roberta Cunha. Assim como seu pai e seu irmão, Dudu é torcedor do Corinthians.

## Carreira

### Anos iniciais
Ele fez sua estreia no kart em 2013, aos 11 anos. Em 2015, Dudu fez a sua primeira aparição ao lado de seu pai nas 500 Milhas de Kart, e dois anos depois, Rubinho e Dudu venceram a prova, correndo na Barrichello Hero juntamente com Gary Carlton, Diego Nunes, Rafael Suzuki, Beto Cavaleiro, Kiko Porto, Arthur Leist, Rafael Martins e João Cunha.
Em 2018, iniciou a carreira nos monopostos competindo no Campeonato dos Estados Unidos de Fórmula 4. No ano seguinte, correu no campeonato norte-americano U.S. F2000, categoria de acesso à IndyCar Series, fazendo as onze primeiras corridas na Miller Vinatieri Motorsports e as quatro restantes pela DEForce Racing. Ele teve dois quintos lugares como melhores resultados, fechando o ano em 11º, com 151 pontos, apenas um a mais do que Yuven Sundaramoorthy. Barrichello mais um ano de U.S. F2000 em 2020, tendo batalhado pelo título contra o dinamarquês Christian Rasmussen. Dudu somou três poles, quatro vitórias e nove pódios, terminando como vice-campeão, com 41 pontos de desvantagem para Rasmussen.

### Fórmula Regional Europeia

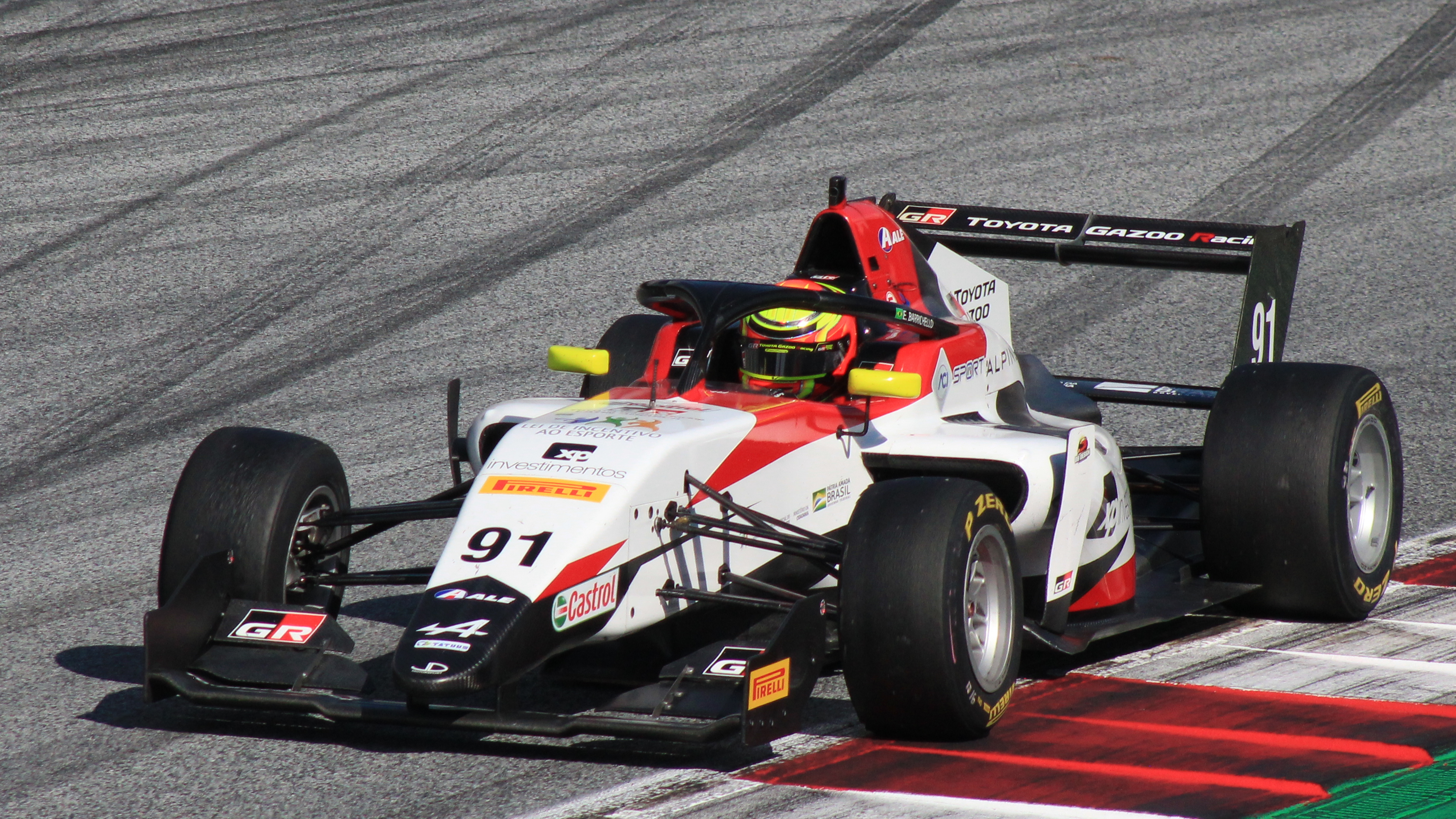
Barrichello no Red Bull Ring em 2021

Em 2021, Barrichello fez sua estreia no automobilismo europeu, correndo no Campeonato de Fórmula Regional Europeia com a JD Motorsport, tendo o australiano Tommy Smith como companheiro em tempo integral, o israelense Ido Cohen em algumas rodadas, e enfrentando futuros nomes do automobilismo, como seu compatriota Gabriel Bortoleto e também Franco Colapinto, Isack Hadjar, Zane Maloney, Paul Aron e muitos outros. Apesar de não ter pontuado na sua temporada de estreia, Dudu Barrichello foi o 29º e conseguiu superar Smith por ter um 16º lugar como melhor resultado, embora tenha sido desbancado por Cohen por este ter alcançado um 13º lugar. Já na disputa dos rookies, Barrichello foi o 15º colocado.
Na temporada 2022 da FRECA, Dudu se mudou para a Arden Motorsport, sendo companheiro do germano-paraguaio Joshua Dürksen e do mexicano Noel León. O brasileiro conseguiu alcançar seu primeiro e único pódio na categoria, com o terceiro lugar na corrida 1 de Spa-Francorchamps. Ele conseguiu fazer 51 pontos, o que o colocou na 11ª colocação, superando seus companheiros e sendo o melhor piloto Arden no ano.

### Stock Car

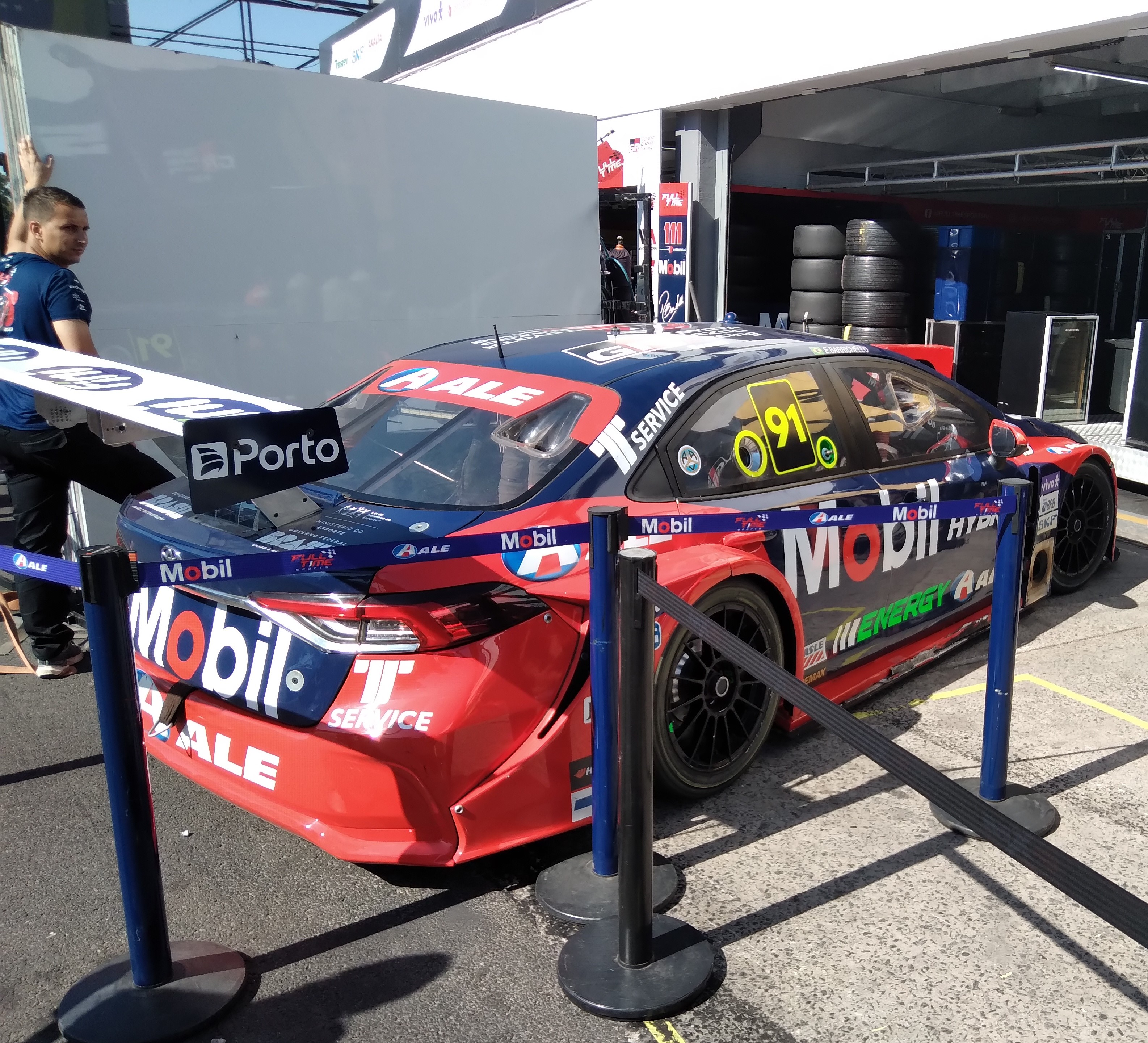
Carro de Dudu Barrichello durante a etapa de Buenos Aires da Stock Car em 2023

Dudu estreou na Stock Car em 2021, como substituto do argentino Matías Rossi na Full Time, pela etapa de Cascavel. retornando em Curitiba, onde conseguiu um nono lugar como melhor resultado. Ele participou da Corrida de Duplas ao lado de seu pai em 2022, mas por conta de uma colisão, não pôde completar a prova.
Ele retornou à categoria em 2023, pontuando nas duas primeiras provas, mas após uma forte batida durante os treinos da rodada de Tarumã, ele teve que deixar a prova, e ainda descobriu a existência de quatro pedras nos rins, que o obrigaram a se submeter a uma operação. Ele retornou na rodada de Cascavel, e entrou para a história ao alcançar sua primeira vitória na categoria na corrida 2. Este foi seu único pódio no ano, e Dudu encerrou a temporada em 21º, com 140 pontos.
2024 mostrou um amadurecimento de Dudu, que só esteve fora da zona de pontos por duas vezes. Ele teve duas vitórias, repetindo o resultado na sprint de Cascavel e triunfando pela primeira vez na sprint em Goiânia, e mais um pódio, um segundo lugar no Uruguai, o que chegou a colocá-lo na briga pelo campeonato de pilotos, enfrentando nomes experientes como Felipe Massa, Ricardo Zonta, Júlio Campos e o atual campeão Gabriel Casagrande. Dudu encerrou a temporada na terceira posição, com 868 pontos, apenas quatro acima do quarto colocado Zonta, mas dezessete atrás do vice-campeão Massa e 58 atrás de Casagrande, que se tornou tricampeão naquele ano. Dudu se mostrou orgulhoso de seu desempenho na temporada, embora tenha lamentado não ter carro para lutar pelo título.

### Mundial de Endurance
Em dezembro de 2024, Dudu foi anunciado como novo integrante da Aston Martin Junior Program, com o brasileiro disputando o Campeonato Mundial de Endurance de 2025 pela equipe Racing Spirit of Leman na classe LMGT3 ao lado do estadunidense Derek Deboer e de Valentin Hasse-Clot.

## Registros na carreira

### Sumário
| Temporada | Categoria                        | Equipe                             | Corridas | Vitórias | Poles | V.M.R. | Pódios | Pontos | Class. |
| --------- | -------------------------------- | ---------------------------------- | -------- | -------- | ----- | ------ | ------ | ------ | ------ |
| 2018      | Fórmula 4 Norte-Americana        | DC Autosport with Cape Motorsports | 17       | 0        | 0     | 0      | 0      | 11     | 20.º   |
| 2019      | U.S. F2000 National Championship | Miller Vinatieri Motorsports       | 15       | 0        | 0     | 0      | 0      | 151    | 11.º   |
| 2020      | U.S. F2000 National Championship | Pabst Racing                       | 17       | 3        | 3     | 2      | 9      | 353    | 2.º    |
| 2021      | Fórmula Regional Europeia        | JD Motorsport                      | 20       | 0        | 0     | 0      | 0      | 0      | 29.º   |
| 2021      | Stock Car Pro Series             | Full Time Sports                   | 4        | 0        | 0     | 0      | 0      | 0      | NC†    |
| 2022      | Fórmula Regional Europeia        | Arden Motorsport                   | 20       | 0        | 0     | 0      | 1      | 51     | 11º    |
| 2022      | Stock Car Pro Series             | Full Time Sports                   | 1        | 0        | 0     | 0      | 0      | 0      | NC†    |
| 2023      | Stock Car Pro Series             | Mobil Ale                          | 21       | 1        | 0     | 0      | 1      | 140    | 21º    |
| 2024      | Stock Car Pro Series             | Full Time Sports                   | 25       | 2        | 0     | 2      | 4      | 868    | 3º     |
| 2025      | Mundial de Endurance - LMGT3     | Racing Spirit of Leman             | 0        | 0        | 0     | 0      | 0      | 0      | ?      |

† Como Barrichello era um piloto convidado, ele não estava qualificado para marcar pontos.
* Temporada ainda em andamento.

### Resultados completos da Fórmula 4 Estadunidense
Legenda: (Corridas em negrito indicam pole position); (Corridas em itálico indicam volta mais rápida)
| Ano  | Equipe                             | 1      | 2      | 3      | 4     | 5     | 6       | 7      | 8      | 9      | 10     | 11     | 12     | 13     | 14    | 15     | 16      | 17      | Class. | Pontos |
| ---- | ---------------------------------- | ------ | ------ | ------ | ----- | ----- | ------- | ------ | ------ | ------ | ------ | ------ | ------ | ------ | ----- | ------ | ------- | ------- | ------ | ------ |
| 2018 | DC Autosport with Cape Motorsports | VIR 13 | VIR 18 | VIR 21 | ROA 9 | ROA 8 | ROA Ret | MDO 14 | MDO 14 | MDO 10 | PIT 18 | PIT 14 | PIT 12 | NJM 12 | NJM 8 | NJM 11 | COTA 11 | COTA 11 | 20.º   | 11     |

### Resultados completos da U.S. F2000 National Championship
Legenda: (Corridas em negrito indicam pole position); (Corridas em itálico indicam volta mais rápida)
| Ano  | Equipe         | 1      | 2      | 3      | 4      | 5      | 6      | 7     | 8      | 9      | 10     | 11     | 12    | 13      | 14     | 15     | 16    | 17    | Class. | Pontos |
| ---- | -------------- | ------ | ------ | ------ | ------ | ------ | ------ | ----- | ------ | ------ | ------ | ------ | ----- | ------- | ------ | ------ | ----- | ----- | ------ | ------ |
| 2019 | DEForce Racing | STP 13 | STP 20 | IMS 19 | IMS 5  | LOR 13 | ROA 9  | ROA 7 | TOR 15 | TOR 17 | MOH 14 | MOH 11 | POR 8 | POR 8   | LAG 6  | LAG 5  |       |       | 11.º   | 151    |
| 2020 | Pabst Racing   | ROA 3  | ROA 5  | MOH 2  | MOH 11 | MOH 6  | LOR 10 | IMS 1 | IMS 1* | IMS 5  | MOH 10 | MOH 2  | MOH 7 | NJMP 1* | NJMP 3 | NJMP 7 | STP 2 | STP 3 | 2.º    | 353    |

### Resultados completos da Fórmula 4 NACAM
Legenda: (Corridas em negrito indicam pole position); (Corridas em itálico indicam volta mais rápida)
| Ano     | Equipe              | 1     | 2      | 3   | 4   | 5   | 6   | 7   | 8   | 9   | 10  | 11  | 12   | 13   | 14   | 15   | 16   | 17   | 18  | 19  | 20  | Class. | Pontos |
| ------- | ------------------- | ----- | ------ | --- | --- | --- | --- | --- | --- | --- | --- | --- | ---- | ---- | ---- | ---- | ---- | ---- | --- | --- | --- | ------ | ------ |
| 2019–20 | Scuderia Martiga EG | AHR 3 | AHR 14 | AGS | AGS | AGS | PUE | PUE | PUE | MER | MER | MER | QUE1 | QUE1 | QUE1 | QUE2 | QUE2 | QUE2 | MTY | MTY | MTY | 19.º   | 15     |

### Resultados completos da Fórmula Regional Europeia
(Legenda:) (Corridas em negrito indicam pole position; resultados em itálico indicam volta mais rápida)
| Ano  | Equipe            | 1        | 2        | 3         | 4        | 5        | 6        | 7        | 8        | 9        | 10       | 11        | 12       | 13       | 14       | 15       | 16       | 17       | 18       | 19       | 20       | Pos. | Pts. |
| ---- | ----------------- | -------- | -------- | --------- | -------- | -------- | -------- | -------- | -------- | -------- | -------- | --------- | -------- | -------- | -------- | -------- | -------- | -------- | -------- | -------- | -------- | ---- | ---- |
| 2021 | JD Motorsport     | IMO 1 20 | IMO 2 23 | CAT 1 DNS | CAT 2 23 | MCO 1 NC | MCO 2 16 | LEC 1 19 | LEC 2 29 | ZAN 1 23 | ZAN 2 19 | SPA 1 25  | SPA 2 22 | RBR 1 24 | RBR 2 25 | VAL 1 17 | VAL 2 26 | MUG 1 21 | MUG 2 22 | MNZ 1 31 | MNZ 2 17 | 29º  | 0    |
| 2022 | Arden Motorsports | MNZ 1 26 | MNZ 2 20 | IMO 1 19  | IMO 2 17 | MCO 1 11 | MCO 2 13 | LEC 1 21 | LEC 2 15 | ZAN 1 18 | ZAN 2 32 | HUN 1 Ret | HUN 2 18 | SPA 1 3  | SPA 2 5  | RBR 1 5  | RBR 2 8  | CAT 1 6  | CAT 2 12 | MUG 1 23 | MUG 2 23 | 11º  | 51   |

### Resultados completos da Stock Car Pro Series
(Legenda:) (Corridas em negrito indicam pole position; resultados em itálico indicam volta mais rápida)
| Ano  | Equipe              | Carro          | 1         | 2        | 3         | 4        | 5        | 6        | 7        | 8        | 9        | 10       | 11        | 12        | 13       | 14        | 15       | 16        | 17      | 18       | 19        | 20      | 21       | 22       | 23       | 24        | 25      | Pos. | Pts. |
| ---- | ------------------- | -------------- | --------- | -------- | --------- | -------- | -------- | -------- | -------- | -------- | -------- | -------- | --------- | --------- | -------- | --------- | -------- | --------- | ------- | -------- | --------- | ------- | -------- | -------- | -------- | --------- | ------- | ---- | ---- |
| 2021 | Full Time Sports    | Toyota Corolla | GOI 1     | GOI 2    | INT 1     | INT 2    | VCA 1    | VCA 2    | VCA 1    | VCA 2    | CAS 1 19 | CAS 2 25 | CUR 1     | CUR 2     | CUR 1 18 | CUR 2 9   | GOI 1    | GOI 2     | GOI 1   | GOI 2    | VCA 1     | VCA 2   | SCZ 1    | SCZ 2    | INT 1    | INT 2     |         | NC‡  | 0‡   |
| 2022 | Full Time Sports    | Toyota Corolla | INT 1 Ret | GOI 1    | GOI 2     | RIO 1    | RIO 2    | VCA 1    | VCA 2    | VEL 1    | VEL 2    | VEL 1    | VEL 2     | INT 1     | INT 2    | VCA 1     | VCA 2    | SCZ 1     | SCZ 2   | GOI 1    | GOI 2     | GOI 1   | GOI 2    | INT 1    | INT 2    |           |         | NC‡  | 0‡   |
| 2023 | Mobil Ale Full Time | Toyota Corolla | GOI 1 15  | GOI 2 13 | INT 1 22  | INT 2 22 | TAR 1 WD | TAR 2 WD | CAS 1 13 | CAS 2 1  | INT 1 12 | INT 2 9  | VCA 1 Ret | VCA 2 DNS | GOI 1 15 | GOI 2 Ret | VEL 1 20 | VEL 2 Ret | BUE 1 6 | BUE 2 11 | VCA 1 27  | VCA 2 8 | CAS 1 12 | CAS 2 11 | INT 1 17 | INT 2 Ret |         | 21º  | 140  |
| 2024 | Mobil Ale Full Time | Toyota Corolla | GOI 1 18  | GOI 2 9  | VCA 1 Ret | VCA 2 C  | INT 1 14 | INT 2 9  | CAS 1    | CAS 2 10 | VCA 1 5  | VCA 2    | VCA 3 10  | GOI 1     | GOI 2 14 | BLH 1 4   | BLH 2 6  | VEL 1 23  | VEL 2 6 | BUE 1 19 | BUE 2 Ret | URU 1 8 | URU 2    | GOI 1 23 | GOI 2 11 | INT 1 7   | INT 2 6 | 3º*  | 868  |